# Formula Junior 1.6 by Renault
La Fórmula Junior 1.6 by Renault fue un campeonato de Fórmula Renault disputado en Italia entre los años 2002 a 2006 en circuitos Italianos. Mientras duro el certamen se disputaron unas Winter Series.

## Campeones
| Año                            | Piloto                         | Escudería                      | Winter Series                  |
| Fórmula Junior 1600 by Renault | Fórmula Junior 1600 by Renault | Fórmula Junior 1600 by Renault | Fórmula Junior 1600 by Renault |
| ------------------------------ | ------------------------------ | ------------------------------ | ------------------------------ |
| 2002                           | Barbieri                       | Bandera de ?                   |                                |
| 2003                           | Marino Spinozzi                | Bandera de ?                   | Domenico Capuano               |
| Fórmula Junior 1.6 by Renault  |                                |                                |                                |
| 2004                           | Michael Herck                  | Bandera de ?                   |                                |
| 2005                           | Pasquale Di Sabatino           | Bandera de ?                   | Davide Ruzzon                  |
| 2006                           | Augusto Scalbi                 | Tomcat Racing                  |                                |

- Datos: Q5864034